# Jez

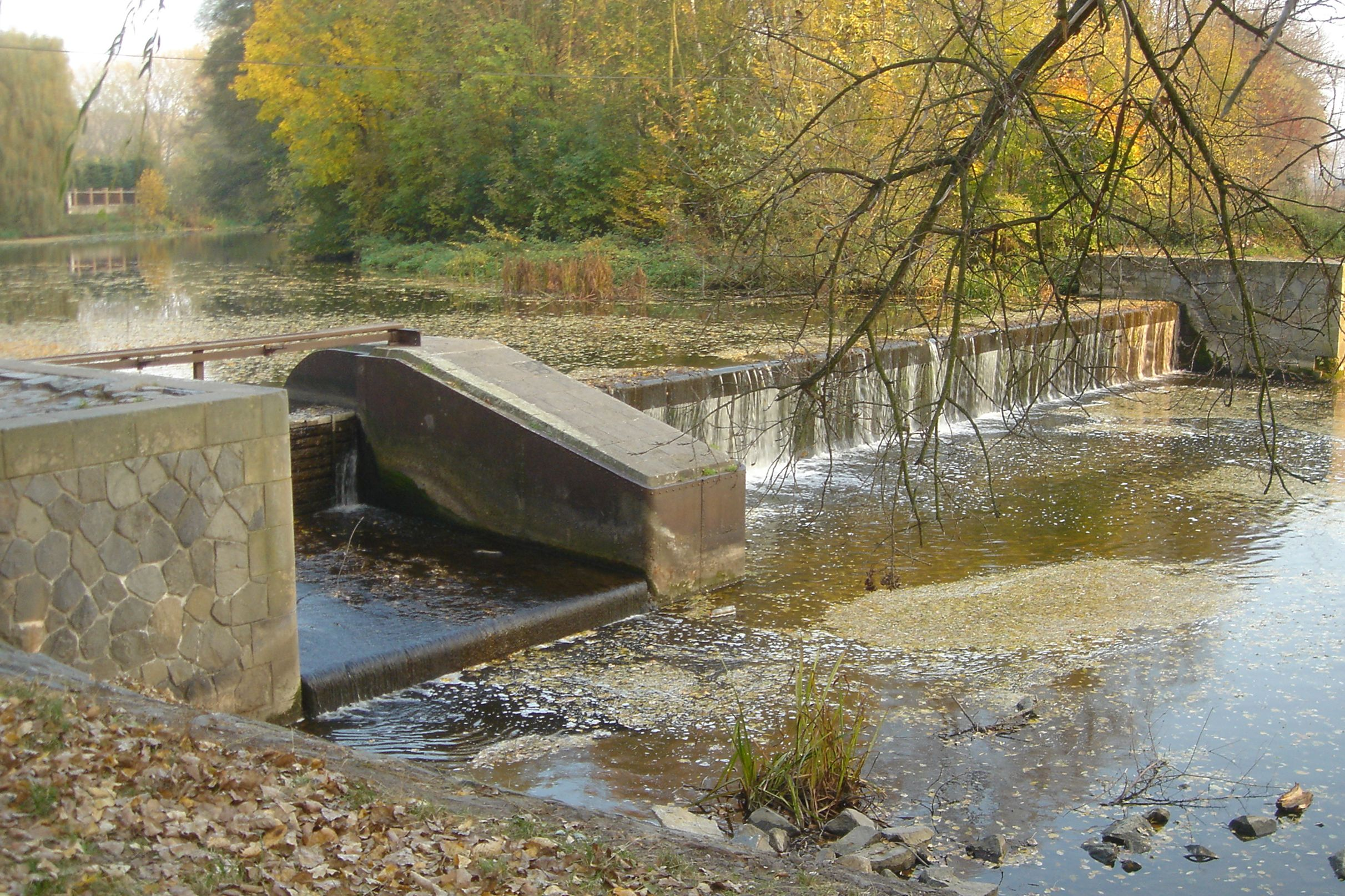
Jez na Cidlině v Libici

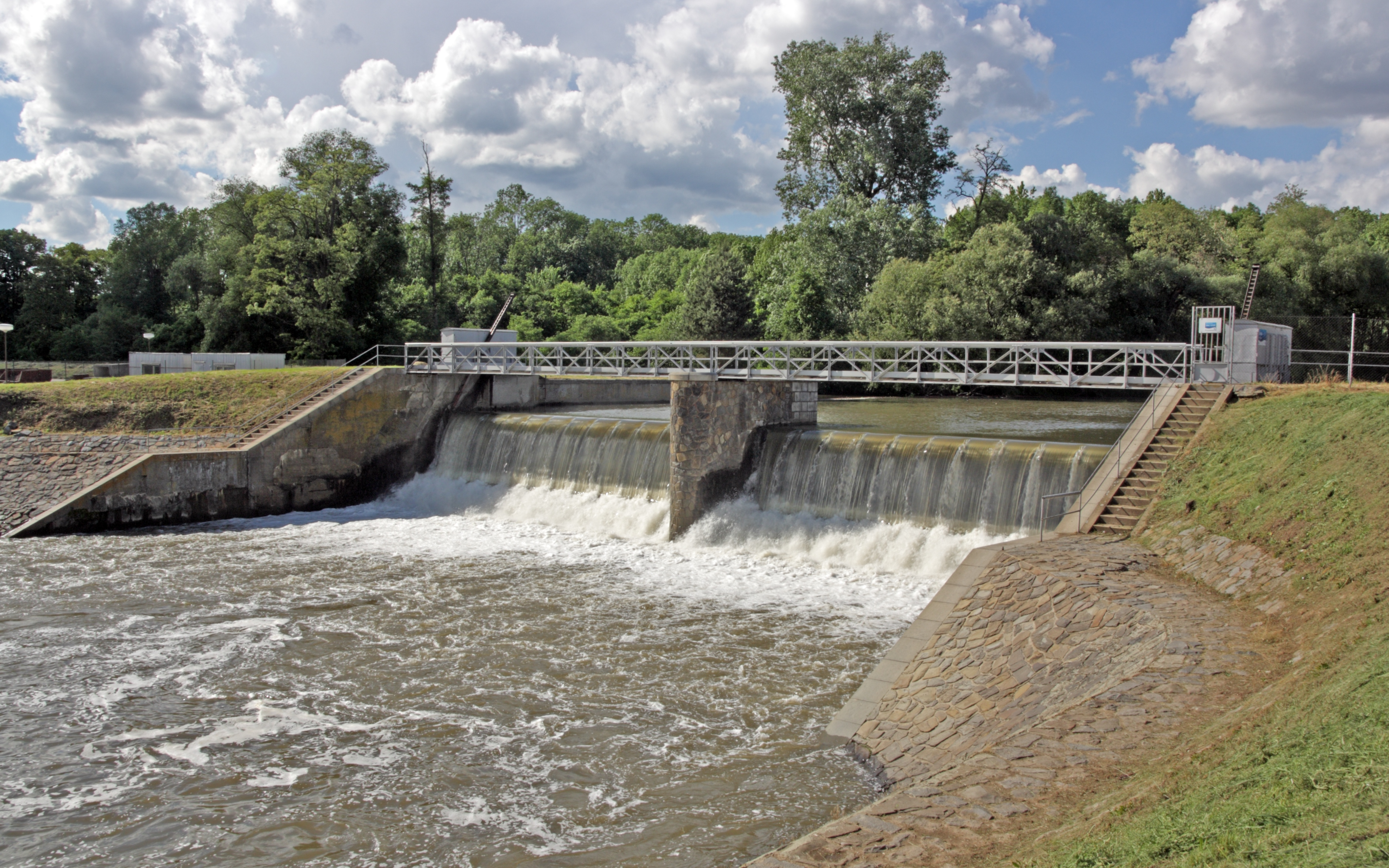
Jez na Svratce u Rajhradu

Jez je zařízení na vodním toku na způsob hráze, přes které přepadá zvednutá voda. Toto vodní dílo slouží k vzedmutí hladiny vody (vytvoření zdrže) na vodním toku a většinou umožňuje odebrat část toku mimo hlavní řečiště do náhonu. Slouží k tomu, aby se spád vody využil pro výrobu energie (vodní mlýn, vodní pila, vodní elektrárna aj.), případně se buduje kvůli regulaci vodního toku (ochrana proti povodním, zvýšení splavnosti, snížení eroze zpomalením toku).

## Konstrukce jezu

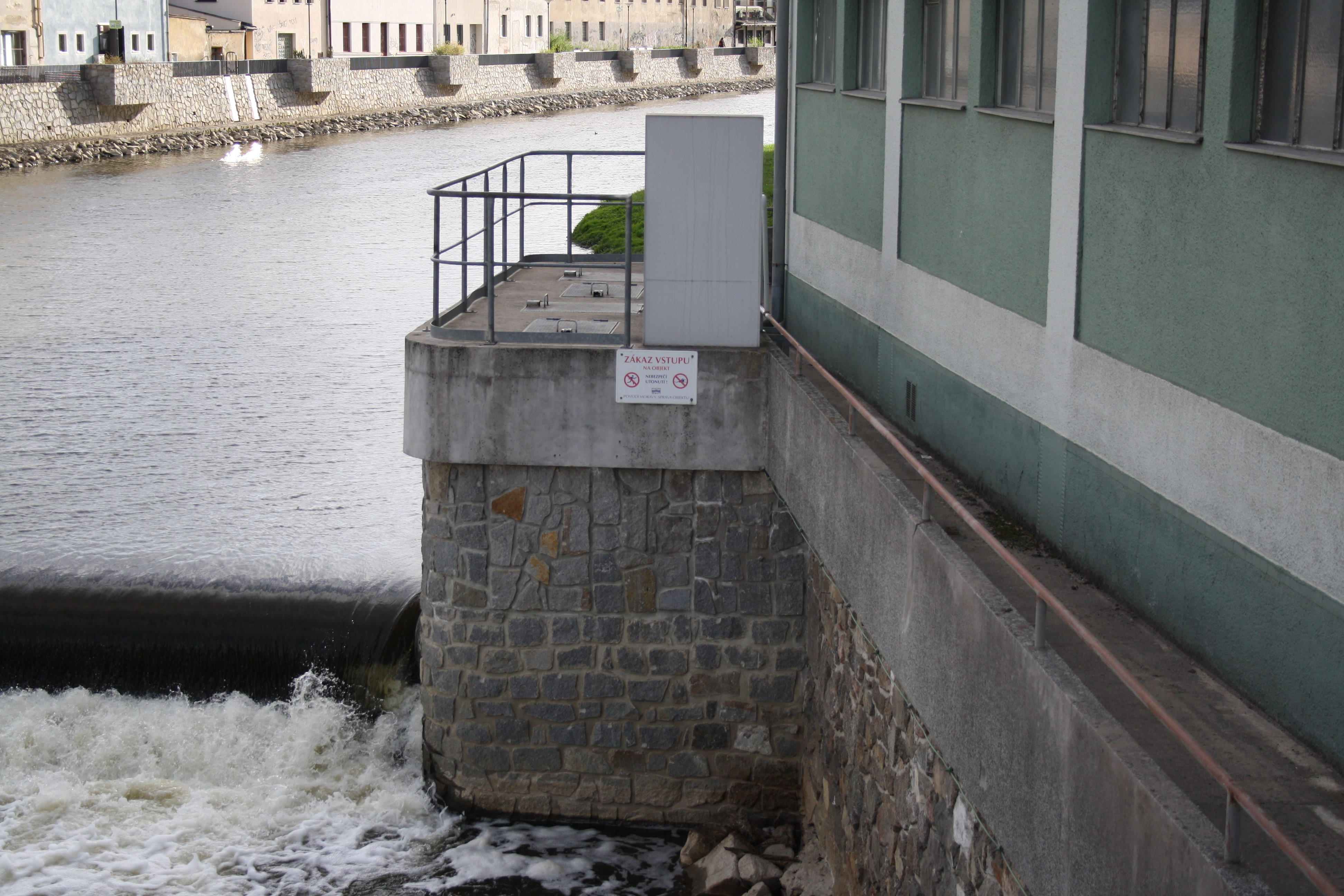
Technické zázemí jezu v Třebíči

Jez rozděluje vodní tok na horní a spodní vodu. Horní vodu tvoří jezová zdrž, dolní vodu podjezí. Pokud je výška hladiny spodní vody nad úrovní jezu, nazývá se ponořený jez. Některé jezy se ponořují při povodních. Část jezu, která zadržuje vodu, se nazývá stavidlo.[zdroj⁠?!] Stavidlo může být pevné nebo pohyblivé. Jednotlivé části pohyblivého stavidla, jimiž se reguluje mohutnost průtoku, se jmenují slupice. Horní hrana jezu se nazývá koruna jezu, svislá či šikmá plocha za korunou jezu se nazývá přelivná plocha.
Součástí konstrukce jezu je i podjezí, což je úprava toku pod jezem, která má zamezit vymílání říčního dna. Skládá se z vývařiště a zájezí. Vývařiště je prohlubeň, která má zbrzdit padající vodu. Zájezí je práh nebo soustava prahů, které zbrzďují vodu tekoucí u dna (která pod jezem teče rychleji než voda u hladiny). Jez také výrazně ovlivňuje podobu vodního toku na horní vodě, kde způsobuje zaplavení a snižuje unášecí sílu toku (vznik naplavenin). 
Obvyklá výška jezu se pohybuje od necelého jednoho metru až po přibližně 3 metry.[zdroj?] Jez může být konstruován buď tak, že voda z hrany (koruny) jezu přepadává svisle (kolmý jez), nebo může část výšky stékat po šikmé přelivné ploše (šikmý jez), případně parabolické, kombinované či speciální. Propust obvykle mívá jiný tvar a sklon přelivné plochy než vlastní jez.
Jezy mají různý úhel vůči směru toku. U menších vodních toků se budují jezy přímé, které jsou konstrukčně nejjednodušší. Jinou možností jsou jezy šikmé, které mají větší plochu a tudíž udrží i větší množství vody, avšak směřují vodní proud proti břehu, který se tak podemílá. Jezy zalomené nebo obloukové (oblouk je vydutý po proudu vody) naopak svádějí proud vody do středu řečiště a minimalizují tak podemílání břehů. Kvůli větší stálosti hladiny nad jezem je výhodné, aby koruna jezu byla co nejdelší (tj. jez co nejširší). Z tohoto důvodu bývá koryto toku někdy v místě jezu rozšířeno nebo bývá jez situován našikmo, někdy až téměř podélně.
Některé jezy nepřehrazují celé řečiště, otvor v jezu se nazývá propust (slangově šlajsna). Propust umožňuje ve směru toku plavbu menších plavidel (v minulosti především vorů, dnes sportovních plavidel a člunů), může též sloužit jako rybí přechod nebo průchod pro odnos naplavenin, případně v ní může být umístěno stavidlo pro regulaci výšky vodní hladiny, resp. sloužící jako jalový odpad. Některé propusti mají na dně betonové, železné nebo pryžové prahy, které slouží jako retardéry (zpomalovače) proudící vody či k jejímu provzdušnění. Speciálními druhy propustí jsou plavební komory a sportovní slalomové kanály. Pilíře, které ohraničují propust nebo jezová pole, se slangově nazývají kozy.
Jez může sloužit k vzedmutí vodní hladiny a zpomalení toku. Vzedmutou horní vodu lze někdy využít k plavbě či rekreaci. Typicky však účelem výstavby jezů bývá vytvoření výškového rozdílu hladin za účelem napájení náhonu, který odvádí vodu mimo hlavní řečiště, k jednomu či více derivačním vodním dílům, a pak ji jak odpadní kanál vrací zpět do hlavního řečiště. V některých případech může být strojovna umístěna přímo v hlavním řečišti jako jedno z jezových polí, zpravidla krajní. Na začátku náhonu bývají umístěny hrubé česle a stavidlo.  
Jez může být vyroben ze dřeva, betonu, kamene, železobetonu, gumy.
Podle funkce, konstrukce a způsobu ovládání se jezy rozlišují na:
- jezy pevné s neměnnou výškou (splavy). Drobný pevný jez či hrázka, které neslouží k energetickým účelům, ale pouze k redukci dravosti vody, se nazývají stupeň.[3]
- jezy pohyblivé
  - jezy válcové
  - jezy segmentové
  - jezy hradlové
  - jezy vakové: pevný jez nastavený na koruně gumotextilním vakem, který je vyplněn vodou. Množstvím výplňové vody lze regulovat výšku jezu. Při povodní vak tlakem vody samovolně splaskne a umožní tak větší průtok.
  - nástavné desky na koruně
  - tyrolské jezy (kombinace vzdouvacího zařízení a samočisticích česlí)

## Názvy
Praslovanský předchůdce slova jez (jězъ > jazъ) označoval plot z kolíků propletený proutím, jímž rybáři přehrazovali řeku, aby zadrželi ryby, a postupně se tento název přenesl i na jezy trvalejší, zpevněné kamením.
Pro některé jezy se používá výraz splav. Slovník spisovné češtiny i Slovník spisovného jazyka českého charakterizují splav jako pevný jez na vodním toku, druhým významem je proud vody spadající přes toto zařízení. 
Podle autorů Českého jazykového atlasu sémantické rozlišení slov jez a splav v Čechách spočívá v tom, že pojmenování splav se zde využívá pro označení zařízení na potoce, v rybníku atp. Autoři sledovali nářeční rozdíly v tom, jakými slovy se nazývá v různých oblastech jez na řece (k typu jezu přitom vůbec nepřihlíželi). V severovýchodočeském nářečí, téměř na celé Moravě a ve východním Slezsku se podle dialektologického výzkumu pro jezy častěji používá výraz splav, v chodském nářečí v hláskoslovné variantě spláv. 
Dále se ve východomoravských a západoslezských nářečích a rozptýleně i na střední Moravě pro jez vyskytuje označení stav (sporadicky i v podobě zástava), Slovo stav však v části slezských nářečí, stejně jako v polštině a dolnolužičtině, označuje rybník. Zdrobnělina stávek téměř na celé Moravě označuje dětskou stavbu po dešti.
Jako synonymum slov jez, splav a stav bývá uváděno i slovo hať či hatě Český jazykový atlas jej ve významu jezu na řece zaznamenal na Jablunkovsku. Toto slovo však v jiných oblastech častěji znamená zpevnění cest v bažinaté oblasti. Slovník spisovného jazyka českého pod slovem hať rozumí svazky proutí užívané k zpevňování půdy, například svahů či břehů, Slovník slovenského jazyka „hráz, obyčejně z proutí“, ale také jej zmiňuje jako knižní a zastaralý výraz pro jez. Praslovanský předchůdce slova hať (gatь) označoval cestu z proutí nebo větví přes močálovitou, nepevnou půdu.

## Jezy a vodní turistika
Jezy jsou významné i pro vodní turistiku. Jez nad sebou zadržuje vodu, v případě nížinných řek se sklonem kolem jednoho promile i několik kilometrů před jezem. Plavba se tak stává méně atraktivní. Naproti tomu sjíždění jezů a propustí patří k hlavním vodáckým zážitkům. Sjízdnost jezu silně závisí na vodním stavu, typu jezu, plavidlu a zkušenosti vodáka. Za nízkého stavu přes hranu jezu neteče dostatek vody, naopak za velmi vysokého stavu může být jez nebezpečný. Provalené jezy obvykle nebezpečné nebývají, neboť proud vody tvoří jazyk a voda rychle odtéká. Naproti tomu jezy, pod nimiž se za vysokého stavu vody tvoří válec, jsou smrtelně nebezpečné, neboť voda se horem vrací zpět k jezu a vodák z vývařiště pod jezem nemůže uniknout.
Řada jezů může být ve špatném technickém stavu. Těleso jezu nebo propust mohou být v především důsledku povodní narušené nebo provalené. Jedná se především o jezy, které ztratily po zániku mlýna svůj původní účel. Setkáme se i se zbytky jezů.
Pro vodáky nebezpečné jezy bývají označeny v kilometráži řeky. Někdy je na ně včas upozorněno výstražnými značkami.
„Pro plavidla je nebezpečný každý jez, jehož vývarová linie je vzdálenější, než je délka poloviny lodě (proud, který by měl loď vytáhnout, by působil na příliš krátkou část lodě, větší část lodě by naopak strhla vracející se voda do válce). Varovným znamením je vývařiště, pod kterým voda mizí úplně tiše bez hukotu, zpěněná voda ve vývařišti značí silný spodní proud, nebezpečné je, když se za přepadem netvoří žádné vlny. Pokud ve vývařišti rotuje spousta větví, klád nebo PET lahví, znamená to, že válec a jeho spodní proud je velmi silný.“
Za nebezpečný je nutné považovat každý jez, jehož umístění a okolí neumožňuje pomoc z břehu. I nízké stupně (vysoké kolem 0,5 m) mohou být životu nebezpečné, důležité je to, co se děje pod přepadem.